# Sumiyuki Kotani
Sumiyuki Kotani (jap. 小谷澄之 Kotani Sumiyuki; ur. 3 sierpnia 1903 w prefekturze Hyōgo, zm. 19 października 1991 w Nishinomiyi) – japoński zapaśnik walczący w stylu wolnym i judoka. Olimpijczyk z Los Angeles 1932, gdzie zajął piąte miejsce, w wadze średniej.

## Letnie Igrzyska Olimpijskie 1932
| Konkurencja      | Rundy eliminacyjne      | Rundy eliminacyjne     | Rundy eliminacyjne     | Klas. końcowa |
| Konkurencja      | Przeciwnik I            | Przeciwnik II          | Przeciwnik III         | Miejsce       |
| ---------------- | ----------------------- | ---------------------- | ---------------------- | ------------- |
| 79 kg styl wolny | Donald Stockton (CAN) Z | Ivar Johansson (SWE) P | József Tunyogi (HUN) P | 5.            |